# Шеце (Болцано)
Шеце је насеље у Италији у округу Болцано, региону Трентино-Јужни Тирол.
Према процени из 2011. у насељу је живело 126 становника. Насеље се налази на надморској висини од 717 м.